# Брани До
Брани До (на сръбски: Брани До) е село в Босна и Херцеговина, разположено в община Требине, в ентитета на Република Сръбска. Населението му според преброяването през 2013 г. е 8 души, от тях: 8 (100,00 %) сърби.

## Население
Численост на населението според преброяванията през годините:
- 1961 – 117 души
- 1971 – 97 души
- 1981 – 53 души
- 1991 – 30 души
- 2013 – 8 души